# Bludgeoning Angel Dokuro-Chan
Bokusatsu Tenshi Dokuro-chan (яп. 撲殺天使ドクロちゃん Бокусацу Тэнси Докуро-тян, букв. «Избивающий до смерти ангел Докуро-тян») — серия лайт-новел Масаки Окаю с иллюстрациями Торисимо, публиковавшаяся издательством MediaWorks в журнале Dengeki hp. Позже серия получила манга-адаптацию Мицуны Сакусэ с иллюстрациями Мицуны Осэ, которая публиковалась в Dengeki Comic Gao!. По мотивам серии были выпущены две аниме-адаптации: первая выпускалась с марта по сентябрь 2005 года, а вторая — с августа по ноябрь 2007 года. Также был выпущен визуальный роман.

## Сюжет
Однажды Сакура Кусакабэ приходит к себе домой и обнаруживает, что в его комнате поселилась Докуро, являющаяся ангелом из будущего и которая почему-то теперь живёт у него. Позже он сталкивается с другим ангелом, Сабато, явившейся, чтобы убить его, так как в будущем Сакура должен будет изобрести некое средство, останавливающее старение девушек в возрасте 12 лет, что идёт вразрез с интересами неба. Как выясняется, Докуро была послана с той же целью, однако пошла против своего начальства и решила помешать открытию Сакуры, не убивая его, что, однако, не мешает ей регулярно убивать и воскрешать Сакуру.

## Персонажи
Сакура Кусакабэ (яп. 草壁桜 Кусакабэ Сакура) — главный герой, обычный школьник, учащийся во втором классе средней школы. Встретил у себя дома ангела Докуро Мицукаи, которая сначала убила его, а затем воскресила и захотела ходить с ним в школу. Как скоро выясняется, в будущем он разработал средство, останавливающее взросление девушек в 12 лет и дающее им вечную молодость как побочный эффект. Поскольку это прогневало бога, свыше был отдан приказ убить Сакуру, и для этого была послана Докуро. Она решила оставить его в живых, пытаясь не дать ему изобрести средство вечной молодости. После появления второго ангела, Сабато Михасиго, его жизнь всё ещё находится под угрозой, но первый ангел защищает его. Несмотря на его некоторую озабоченность, старается держать себя в руках, но часто попадает в неловкие ситуации, из-за чего заслуживает нелестную репутацию в классе. Влюблён в свою одноклассницу и подругу детства Сидзуки Минаками, но не решается ей рассказать о чувствах. Долгое время Сакура развивает свои чувства к Докуро, однако не оставляет свою привязанность к Сидзуки.
Сэйю: Рэйко Такаги
Докуро Мицукаи (яп. 三塚井ドクロ Мицукаи Докуро) — ангел из будущего, посланная, чтобы убить Сакуру. Ослушалась приказа и стала пытаться не дать ему открыть секрета вечной молодости, не убивая его, из-за чего среди ангелов её начали считать предательницей. Постоянно убивает Сакуру своим волшебным канабо с шипами Экскалиболгом (яп. エスカリボルグ Эсукариборугу), не имея на то весомых причин. При этом всегда возрождает его, взмахивая Экскалиболгом и произнося бессмысленное «Пипиру пиру пиру пипиру пи». Как и остальные ангелы, обладает нечеловеческой силой — может струёй воды разрушать камни и ломать деревья; умеет использовать свою магию для превращения других людей в животных (главным образом, чтобы быть поближе к Сакуре). Также может убить Сакуру, увидев в его словах или действиях намёк на похоть. Легко даёт Сакуре различные обещания (не убивать его, не использовать магию в школе и так далее) и так же легко их нарушает. Спустя время основывает в школе кружок, суть которого заключается в наблюдении за клеем, получив на это разрешение учителя, и силой заставляет Сакуру вступить в него. С жизнью на земле она знакома в основном по манге. Имеет весьма мрачные фантазии: так, однажды она пыталась нарисовать речку, а получилась река крови со множеством трупов. При этом сама Докуро не понимает, почему Сакура так пугается её рисунка. Обожает майонез. Позже начинает мягко относится к Сакуре: так, например, она полуобнажённой оказалась в больничной койке Сакуры, объясняя свой поступок желанием согреть своим телом больного. Как она первоначально заявила, её рост — 153 сантиметра, размеры — 85-52-81.
Сэйю: Саэко Тиба
Сабато Михасиго (яп. 三橋檎 サバト Михасиго Сабато) — другой ангел, посланный, чтобы убить Сакуру. Носит на голове бараньи рога; в качестве оружия использует электрошокер Дюрандаль, который может убить даже синего кита. Во время попытки убийства Сакуры в дело вмешалась Докуро, и в ходе битвы они обе объясняют, почему он должен быть убит. В первый раз ей не удалось убить Сакуру, после чего стала жить под мостом в небольшой постройке, где постоянно голодала. Какое-то время не бросает попыток убить Сакуру, но вскоре начинает лояльно к нему относиться. Позже её мать приходит на землю и уговаривает её вернуться в будущее, поскольку Сабато не выполнила своё задание. Однако, в конце концов мать больше не стала препятствовать желанию дочери быть на земле.
Сэйю: Риэ Кугимия
Дзансу (яп. ザンス Дзансу) — ещё один ангел, который прибыл с Докуро на землю. Впервые неожиданно появился из шкафа Сакуры. Может разговаривать с Докуро через её специальное устройство связи в форме конуса. Носит чёрные очки и розовый ирокез. Имеет извращённые наклонности: например, часто появлялся без одежды, а для помощи Сакуре избавиться от судорог устроил небольшую театральную постановку, заставил надеть Дзакуро Мицукаи откровенный костюм и расставил скрытые камеры, чтобы получить эротические картинки с ней.
Сэйю: Нобуо Тобита
Дзакуро Мицукаи (яп. 三塚井ザクロ Мицукаи Дзакуро) — младшая сестра Докуро, пришедшая, чтобы вернуть её в будущее. Ей 9 лет, но выглядит она намного старше и, как сама призналась, всё ещё немного боится купаться одна. Носит офицерский мундир и повязку на левом глазу. В основном скромна и спокойна, а вместо именных суффиксов «-кун» и «-тян» она использует «-сан». Её оружие — мокрое полотенце Экилсакс, она использует его как хлыст или щупальце. Сражается более умело, чем Докуро, которую она быстро побеждает, когда заставляет её вернуться в будущее, где, по её словам, происходят ужасные вещи. Позже переезжает в дом к Сакуре и Докуро.
Сэйю: Акэно Ватанабэ
Сидзуки Минаками (яп. 水上 静希 Минаками Сидзуки) — одноклассница Сакуры и его подруга детства. Как и остальные, она равнодушна к тому, что Сакура живёт с ангелом. Она верит, что Сакура на самом деле порядочный человек, в то время как остальные презирают его и видят в нём только озабоченного.
Сэйю: Аяко Кавасуми

## Лайт-новел
Лайт-новел Bokusatsu Tenshi Dokuro-chan Масаки Окаю с иллюстрациями Торисимо публиковался в журнале Dengeki hp издательством MediaWorks. В формате танкобона всего выпущено 10 томов:
1. Bokusatsu Tenshi Dokuro-chan ISBN 4-8402-2392-0
2. Bokusatsu Tenshi Dokuro-chan 2 ISBN 4-8402-2490-0
3. Bokusatsu Tenshi Dokuro-chan 3 ISBN 4-8402-2637-7
4. Bokusatsu Tenshi Dokuro-chan 4 ISBN 4-8402-2784-5
5. Bokusatsu Tenshi Dokuro-chan 5 ISBN 4-8402-2994-5
6. Bokusatsu Tenshi Dokuro-chan 6 ISBN 4-8402-3143-5
7. Bokusatsu Tenshi Dokuro-chan 7 ISBN 4-8402-3343-8
8. Bokusatsu Tenshi Dokuro-chan 8 ISBN 4-8402-3548-1
9. Bokusatsu Tenshi Dokuro-chan 9 ISBN 978-4-8402-3756-7
10. Bokusatsu Tenshi Dokuro-chan 10 ISBN 978-4-8402-4030-7

Том под названием Bokusatsu Tenshi Dokuro-chan desu, состоящий из коротких рассказов, был написан другими популярными авторами лайт-новел: Цутому Мидзусимой, Нагару Танигавой, Тосихико Цукидзи, Кэйити Сигсавой, Кэйсукэ Хасэгавой, Рёго Наритой и Кадзумой Камати. Том проиллюстрировали CLAMP, Хэкиру Хикава, Ноидзи Ито, Эдзи Комацу, Акио Ватанабэ, Shaa и Канна Вакацуки.
- Bokusatsu Tenshi Dokuro-chan desu ISBN 4-8402-3443-4

## Аниме
Первый сезон аниме Bokusatsu Tenshi Dokuro-chan выпускался с 12 марта по 10 сентября 2005 года. В него входят 4 серии, которые включают в себя 2 эпизода длительностью около 13 минут. Второй сезон аниме под названием Bokusatsu Tenshi Dokuro-chan 2, состоящий из 2-х серий по 2 эпизода, выпускался с 11 августа по 10 ноября 2007 года и был также выпущен на DVD 24 августа того же года.
Все открывающие и закрывающие композиции исполняет Саэко Тиба. В качестве открывающей темы первого сезона используется песня «Bokusatsu Tenshi Dokuro-chan», а закрывающей — «Survive». Во втором сезоне опенингом является «Bokusatsu Tenshi Dokuro-chan (2007)», а эндингом — «Bokusatsu Ondo de Dokuro-chan».
Согласно опросу, проводившемуся в 2006 году на официальном сайте канала TV Asahi, первый сезон аниме стал восьмидесятой по счёту любимой телепрограммой в Японии.

### Список серий
| | |                       |
| 1 | Избивающий до смерти ангел! Докуро-тян! «Бокусацу Тэнси да ё! Докуро-тян!» (撲殺天使だよ!ドクロちゃん!)         | 12 марта 2005 года    |
| В доме у себя Сакура Кусакабэ встречает Докуро, которая его убивает, а затем воскрешает. Она всё время отвлекает его от выполнения уроков и пытается играть с ним. Позже она заявляет, что хочет ходить с ним в школу, к чему сам Сакура пытается её приспособить. | |                       |
| 2 | Убийца из будущего! Докуро-тян! «Мирай кара но Сикаку да ё! Докуро-тян!» (未来からの刺客だよ!ドクロちゃん!)     | 12 марта 2005 года    |
| В школе Сакура встречает Сабато, другого ангела, посланного, чтобы его убить. Докуро защищает его и сражается с ней, при этом они обе объяснили, почему Сакура должен быть убит. В конце концов Докуро побеждает Сабато.                                           | |                       |
| 3 | Купидон любви! Докуро-тян! «Кои но Кю:питто да ё! Докуро-тян!» (恋のキューピットだよ!ドクロちゃん!)             | 14 мая 2005 года      |
| Сакура и Сидзуки помогают Хироси Миямото сблизиться с его тайной поклонницей. | |                       |
| 4 | Новый рай кино! Докуро-тян! «Ню: Синэма Парадайсу да ё! Докуро-тян!» (ニューシネマパラダイスだよ!ドクロちゃん!) | 14 мая 2005 года      |
| Сакура и Сидзуки договорились пойти в кино вместе. Однако, обстановка меняется, когда Докуро присоединятся к ним, а во время сеанса Сакуру находит Сабато. | |                       |
| 5 | Школьный турпоход! Докуро-тян! «Ринкангакко: да ё! Докуро-тян!» (林間学校だよ!ドクロちゃん!)                    | 16 июля 2005 года     |
| Класс Сакуры отправляется в туристический поход. Сакура пытается оказать впечатление на Сидзуки, при этом опасаясь быть убитым Докуро. | |                       |
| 6 | Испытание на храбрость! Докуро-тян! «Кимодамэси да ё! Докуро-тян!» (肝試しだよ!ドクロちゃん!)                   | 16 июля 2005 года     |
| Ученики собираются пройти испытание на храбрость, суть которого заключается в преодолении ночного горного леса парами и достижения вершины. Сакура оказывается в паре с Докуро. В конце пути Сидзуки оказывается потеряна в лесу, и Сакура бежит искать её.        | |                       |
| 7 | Дзакуро-тян! Докуро-тян! «Дзакуро-тян да ё! Докуро-тян!» (ザクロちゃんだよ!ドクロちゃん)                        | 10 сентября 2005 года |
| Сакура встречает Дзакуро, которая оказывается младшей сестрой Докуро. Она объясняет, что Докуро необходимо вернуться назад в будущее. | |                       |
| 8 | До свидания! Докуро-тян! «Саёнара да ё! Докуро-тян!» (さよならだよ!ドクロちゃん!)                               | 10 сентября 2005 года |
| Сакуре приходится мириться с тем, что Докуро его покидает и что он не сможет это изменить. | |                       |

| | |                      |
| 1 | Конкурс эскизов! Докуро-тян! «Сясэй тайкайда ё! Докуро-тян!» (しゃせい大会だよ! ドクロちゃん!)                                    | 11 августа 2007 года |
| Сакура, Докуро и Сидзуки гуляют на природе, чтобы найти самое подходящее место для наилучшего пейзажа и выиграть в конкурсе эскизов. | |                      |
| 2 | Букубуку-госигоси-битва! Докуро-тян! «Букубуку госигоси дай сакусэнда ё! Докуро-тян!» (ぶくぶくごしごし大作戦だよ! ドクロちゃん!) | 11 августа 2007 года |
| Сакура говорит, что Докуро и Дзакуро необходимо принять ванну после активного дня. Те, в свою очередь, боятся ходить туда даже вдвоём, поскольку испугались мифическую героиню, похищающую людей через щели в доме, о которой узнали из книги. Они просят Сакуру принять ванну с ними.   | |                      |
| 3 | Случай в секретной комнате! Докуро-тян! «Дзикэн ва миссицу дэ окору ё! Докуро-тян!» (事件は密室で起こるよ! ドクロちゃん!)         | 10 ноября 2007 года  |
| Неожиданно в доме Сакуры появляется мать Сабато, которая собирается вернуть дочь в будущее. Та отказывается, и мать намеревается заточить её в тюремную камеру. Сакура пытается остановить это, и в конце концов в заточении оказываются все, после чего герои пробуют выбраться оттуда. | |                      |
| 4 | Поцелуй в День святого Валентина! Докуро-тян! «Барэнтайндэ: киссуда ё! Докуро-тян!» (バレンタインデー・キッスだよ! ドクロちゃん!) | 10 ноября 2007 года  |
| На День святого Валентина Докуро дарит Сакуре шоколадные конфеты. При этом она добавила в них «сосиску Бинкана», из-за чего у Сакуры появляются сильные судороги. Докуро, Дзакуро и Дзансу хотят помочь Сакуре. Но никто не знает, что на самом деле приготовил Дзансу.                  | |                      |

## Видеоигра
По мотивам серии в Японии 10 ноября 2005 года была выпущена видеоигра под названием Game ni Natta yo! Dokuro-chan: Kenkou Shindan Daisakusen (яп. ゲームになったよ! ドクロちゃん〜健康診断大作戦〜 Гэ:му ни Натта ё! Докуро-тян 〜Кэнко: Синдан Дайсакусэн〜). Игра вышла на платформе PlayStation 2 и представляет собой визуальный роман. В связи со сценами насилия и наготой CERO присвоила Game ni Natta yo! Dokuro-chan: Kenkou Shindan Daisakusen категорию Z (18+). Также в игру был добавлен новый ангел — Веном (яп. ベノムちゃん Бэному-тян).